# Theridion lapidicola
Theridion lapidicola är en spindelart som beskrevs av Kulczynski 1887. Theridion lapidicola ingår i släktet Theridion och familjen klotspindlar.
Artens utbredningsområde är Italien. Inga underarter finns listade i Catalogue of Life.